# Mursili II
Mursili II (1321 - 1295 TCN) là hoàng đế của Đế quốc Hittite cổ đại thời kỳ Tân vương quốc. 

## Gia đình
Ông là con trai thứ ba của hoàng đế Suppiluliuma I và hoàng hậu Hinti.
Mursili II có ba người con trai với người vợ đầu tiên là hoàng hậu Gassulawiya: Muwatalli II, Hatusili III, Hapasulupi và một người con gái là Massanauzzi. Sau khi hoàng hậu Gassulawiya mất vào năm thứ chín ông trị vì, Mursili II lấy người vợ thứ hai là Tanuhepa và họ có một người con trai. Thông tin về người con trai này hầu như không có.

## Triều đại
Mursili II lên ngôi khi người anh trai là Arnuwanda II mất do căn bệnh dịch hạch càn quét Hatti vào năm 1320 TCN. 
Sau khi lên ngôi, Mursili II tiến quân về phía Tây, dẹp loạn tiểu quốc Arzawa đang nổi dậy chống lại Hittite. Mursili II đã đánh bại vị vua Uhha-Ziti của Arzawa - người luôn coi Mursili là một vị vua thiếu kinh nghiệm và không đủ tài năng lãnh đạo đất nước. Mursili II còn ghi lại lời nói của kẻ thù vào cuốn Biên niên sử của mình. 
Khi đế chế Assyria ở phía Đông trở nên hùng mạnh, vị vua trẻ của Mitanni (vốn là một nước chư hầu của Hittite từ thời vua Suppiluliuma I) là Shattuara I đã nhờ cậy Assyria để chống lại sức ảnh hưởng của Hittite nhưng Assyria đã không đồng ý. Lúc đó ở Hittite đang là triều đại của Mursili II, và tất nhiên ông đã rất giận dữ. 
Dưới triều đại của Mursili II, mọi thứ ở Hittite trở nên bình ổn, hầu như không có một cuộc chiến lớn nào xảy ra.

## Văn học
Trong tác phẩm truyện tranh manga nổi tiếng của Nhật Bản là Anatolia Story do tác giả Chie Shinohara sáng tác, Mursili II là nhân vật nam chính của câu truyện. Mursili II chính là Tam hoàng tử Kail - thông minh, đẹp trai, lãng tử đào hoa. Anh có một tình yêu sâu sắc với nhân vật nữ chính. Khi trở thành vua Mursili II, anh đã góp mặt trong cuộc chiến với Ai Cập do pharaoh Horemheb chỉ huy, góp phần xây dựng hòa bình, củng cổ niềm tin của nhân dân thời bấy giờ.